# Hottentotta caboverdensis
Espèce
Hottentotta caboverdensis est une espèce de scorpions de la famille des Buthidae.

## Distribution
Cette espèce est endémique du Cap-Vert. Elle se rencontre sur l'île de Santiago et figure sur la liste des espèces animales protégées du pays.

## Description
La femelle holotype mesure 62,5 mm.
Cette espèce est parthénogénétique.

## Étymologie
Son nom d'espèce, composé de caboverd[e] et du suffixe latin -ensis, « qui vit dans, qui habite », lui a été donné en référence au lieu de sa découverte, le Cap-Vert.

## Publication originale
- Lourenço & Ythier, 2006 : « Description of a new species of Hottentota Birula 1908, (Scorpiones, Buthidae) from the Cape Verde Islands. » Boletin de la Sociedad Entomológica Aragonesa, no 38, p. 71−75 (texte intégral).